# 粉环柄菇属
粉环柄菇属（学名：Coniolepiota），也称粉尘环柄菇属，是伞菌科下的一个属。

## 下属物种
本属包括以下物种：
- 海绵粉环柄菇 Coniolepiota spongodes (Berk. & Broome) Vellinga，粉尘环柄菇